# Народни обичаји и веровања
Народни обичаји и веровања потичу из прадавних времена, када је човек живео примитивно, окружен њему неразумљивим или потпуно непознатим појавама и силама. Људска свест није могла, нити је смела, да истражује те појаве и силе, њихово порекло и природу.
Народне обичаје и веровања скоро увек прате разне тајанствене и мистичне радње, које народ чини у разним приликама и из различитих побуда, верујући да ће од тога имати помоћи и користи.
Намена обичаја, веровања и пратећих радњи је разнолика: да се заштити здравље укућана, да се сачува и повећа пород и имовина, да падне киша и оплоди тло, да се сузбију и разбију градоносни облаци, да се придобије вољена особа, да се излечи болесник, да се некоме напакости итд.
Сваки народ има свој комплекс обичаја и веровања, без обзира где се налази и на ком је степену културног развитка. Неки обичаји припадају само једном уском крају, покрајини једне земље, а неки обичаји се срећу у истом облику код два различита и удаљена народа. 
На настанак нових и мешање и мењање старих народних обичаја и веровања утицало је више фактора којима је заједничка последица, а то је мешање становништва. Ти фактори су, на пример: сеобе народа (у потрази за плоднијим земљиштем и богатијом фауном, због ратова), велики војни походи (нпр. крсташки ратови), потчињавање побеђеног освајачу (нпр. пад српске средњовековне монархије под турску власт), развој трговине, истраживачке експедиције и друго.
Временом, са развојем писмености, образовања, науке и технике, многи стари обичаји и веровања се губе, а једино их од потпуног заборављања спашава њихово бележење и описивање. Они престају да буду део свакодневног живота и, ако се сачувају од заборава, постају део културне баштине одређеног народа, део сведочанства о једној етапи у развоју тог народа.
Међутим, и поред цивилизацијског напретка неки обичаји и веровања се и даље одржавају, али се прилагођавају новим схватањима и животним околностима.